# Anton Yelchin
Anton Yelchin, właściwie Anton Wiktorowicz Jelczin (ros. Антон Викторович Ельчин; ur. 11 marca 1989 w Leningradzie, zm. 19 czerwca 2016 w Los Angeles) – amerykański aktor pochodzący z Rosji, wystąpił w roli sympatycznego Pavla Chekova w trzech filmach z serii Star Trek: Star Trek (2009), W ciemność. Star Trek (2013) i Star Trek: W nieznane (2016).

## Życiorys
Urodził się w rodzinie z tradycjami sportowymi. Jego rodzice, Irina Korina i Wiktor Jelczin, byli znaną parą łyżwiarzy figurowych. Jego rodzina była pochodzenia żydowskiego
i była poddana uciskowi religijnemu i politycznemu w ZSRR. Jego rodzice zakwalifikowali się do Zimowych Igrzysk Olimpijskich w 1972, ale nie mogli reprezentować ZSRR, prawdopodobnie dlatego, że byli Żydami. Anton czasem nosił Gwiazdę Dawida i izraelski wisiorek hamsa. We wrześniu 1989, w wieku niemowlęcym (6 miesięcy), wyemigrował wraz z rodzicami do Stanów Zjednoczonych, otrzymując status uchodźcy.
Karierę aktorską rozpoczął mając dziewięć lat występując w reklamach Chuck E. Cheese. W 2000 wystąpił jako Augie w komedii A Man Is Mostly Water z Billem Pullmanem i Peterem Bartonem, telewizyjnej adaptacji Pinokia – stacji ABC Geppetto, ojciec Pinokia (Geppetto) z Drew Careyem i gościnnie w jednym z odcinków serialu telewizyjnym NBC Ostry dyżur (ER) – pt. „Be Still My Heart”. Za rolę Roberta „Bobby’ego” Garfielda w dramacie Scotta Hicksa Kraina wiecznego szczęścia (Hearts in Atlantis, 2001) u boku Anthony’ego Hopkinsa został uhonorowany Young Artist Award jako najlepszy młody aktor.
Występował w Los Angeles w zespole The Hammerheads. W wieku szesnastu lat zagrał rolę 15-letniego Zacka Mazursky’ego, młodszego brata dystrybutora marihuany (Ben Foster), który stał się zakładnikiem gangu w dramacie kryminalnym Nicka Cassavetesa Alpha Dog (2006), za którą zdobył uznanie krytyków. Był tytułowym bohaterem w komedii dla nastolatków Charlie Bartlett (2007). W serialu Huff (2004–2006) wystąpił w roli Byrda Huffstodta, syna głównego bohatera.
W 2009 przyjął rolę młodego Pavla Chekova w Star Trek, za którą otrzymał Boston Society of Film Critics (BSFC), i Kyle Reese’a w Terminator: Ocalenie.
Zginął 19 czerwca 2016 w wieku 27 lat; został znaleziony przez znajomych na domowym podjeździe, przygnieciony przez swój samochód, który stoczył się ze stromego podjazdu przed jego domem.

## Filmografia
- 2000: Geppetto, ojciec Pinokia jako prezenter
- 2000: A Man is Mostly Water jako Augie
- 2000: A Time for Dancing jako Jackson
- 2001: Niebo czy ziemia (Delivering Milo) jako Milo
- 2001: Kraina wiecznego szczęścia (Hearts in Atlantis) jako Bobby Garfield
- 2001: 15 minut (15 Minutes) jako chłopiec w płonącym budynku
- 2001: W sieci pająka (Along Came a Spider) jako Dmitrij Starodubow
- 2004: Jack jako Jack
- 2004: Głowa do góry (House of D) jako Tommy Warshaw
- 2005: Dzikie plemię (Fierce People) jako Finn
- 2006: Alpha Dog jako Zack
- 2007: Charlie Bartlett jako Charlie Bartlett
- 2008: Na rozstaju uczuć (Middle of Nowhere) jako Dorian Spitz
- 2008: You and I jako Edward Nikitin
- 2009: Zakochany Nowy Jork (New York, I Love You) jako Kane
- 2009: Star Trek jako Pavel Chekov
- 2009: Terminator: Ocalenie (Terminator Salvation) jako Kyle Reese
- 2010: Memoirs of a Teenage Amnesiac jako Ace Zuckerman
- 2011: Podwójne życie (The Beaver) jako Porter Black
- 2011: Do szaleństwa (Like Crazy) jako Jacob Matthew Helm
- 2011: Postrach nocy (Fright Night) jako Charley Brewster
- 2013: W ciemność. Star Trek (Star Trek Into Darkness) jako Pavel Chekov
- 2013: Odd Thomas: Pogromca zła (Odd Thomas) jako Odd Thomas
- 2013: Tylko kochankowie przeżyją (Only Lovers Left Alive) jako Ian
- 2014: Romans na godziny (5 to 7) jako Brian
- 2014: Bez kompasu (Rudderless) jako Quentin
- 2015: Sala strachu(inne języki) (Green Room) jako Pat
- 2016: Star Trek: W nieznane (Star Trek Beyond) jako Pavel Chekov

### Seriale telewizyjne
- 2000: Ostry dyżur (ER) jako Robbie Edelstein
- 2002: Wybrańcy obcych (Taken) jako Jacob Clarke
- 2002: Kancelaria adwokacka (The Practice) jako Justin Langer
- 2002: Potyczki Amy (Judging Amy) jako Davis Bishop
- 2003: Bez śladu (Without a Trace) jako Johnny Atkins
- 2004: Pohamuj entuzjazm (Curb Your Enthusiasm) jako Stewart
- 2004: Nowojorscy gliniarze (NYPD Blue) jako Evan Grabber
- 2006: Zabójcze umysły (Criminal Minds) jako Ethan Harris
- 2006: Prawo i porządek: Zbrodniczy zamiar (Law & Order: Criminal Intent) jako Keith Tyler
- 2004–2006: Huff jako Byrd
- 2011: The Life & Times of Tim jako Trent (głos)